# 刘彬 (1971年)
刘彬（1971年11月—），男，重庆人，中华人民共和国政治人物、外交官，曾任中华人民共和国驻塔吉克斯坦共和国特命全权大使，现任外交部党委委员、外交部部长助理、外交部欧亚司司长。

## 生平
1993年，刘彬毕业于北京外国语大学，进入中华人民共和国外交部工作，先后在外交部欧亚司、驻乌克兰大使馆任职。2007年，任山东省日照市岚山区副区长。2008年，任驻哈萨克斯坦大使馆参赞。2012年，任外交部欧亚司参赞。2015年，升任外交部欧亚司副司长。2018年12月，出任中华人民共和国驻塔吉克斯坦大使。2021年，任外交部欧亚司司长。2024年，升任外交部部长助理。

## 家庭
已婚，有一子。